# 前島秀章
前島 秀章（まえじま ひであき、1939年 - ）は、日本の彫刻家。工芸家。アカデミズムとは一線を引き、独学で木彫りの作品を制作。人間の内面を探るあたたかな視点と、さまざまな喜怒哀楽を表現する作品で独自の芸術を確立した。

## 人物・経歴
静岡市生まれ。７人兄弟の長男。幼少期は生活が苦しかった。1956年（17歳）、独学で彫塑の制作を開始し、1958年(昭和33年)、静岡県立静岡高等学校を卒業。1959年、木彫のために定職に就けず、今言うところのフリーターで生計を立てる。1964年（25歳）、十二指腸潰瘍で開腹手術、胃を摘出。売れない日々が続く。
1972年（33歳）、8年間彫りあげた作品のすべてを初個展（静岡松坂屋百貨店 6階美術画廊）で発表。1975年（36歳）、本城恵紅と邂逅、「日本人の心のふるさとを求めよ」という示唆を受け、日本古来の表現伝達を研究。東京青山画廊で作品展。1977年（38歳）、ニューヨーク・コーディギャラリーにて個展。1978年（39歳）、太田久紀の指導により、仏教の「成唯識論」に感銘を受け、「こころ」の探求を表現した作品を発表し始める。1979年（40歳）、無形文化財選定保存技術者で、能面作家である、長澤氏春の指導を仰ぐ。1980年（41歳）、全国各地で個展を開催（40歳代）。1982年（43歳）、寶頭盧尊者（びんずるそんじゃ）像制作。5月21日、開眼供養。

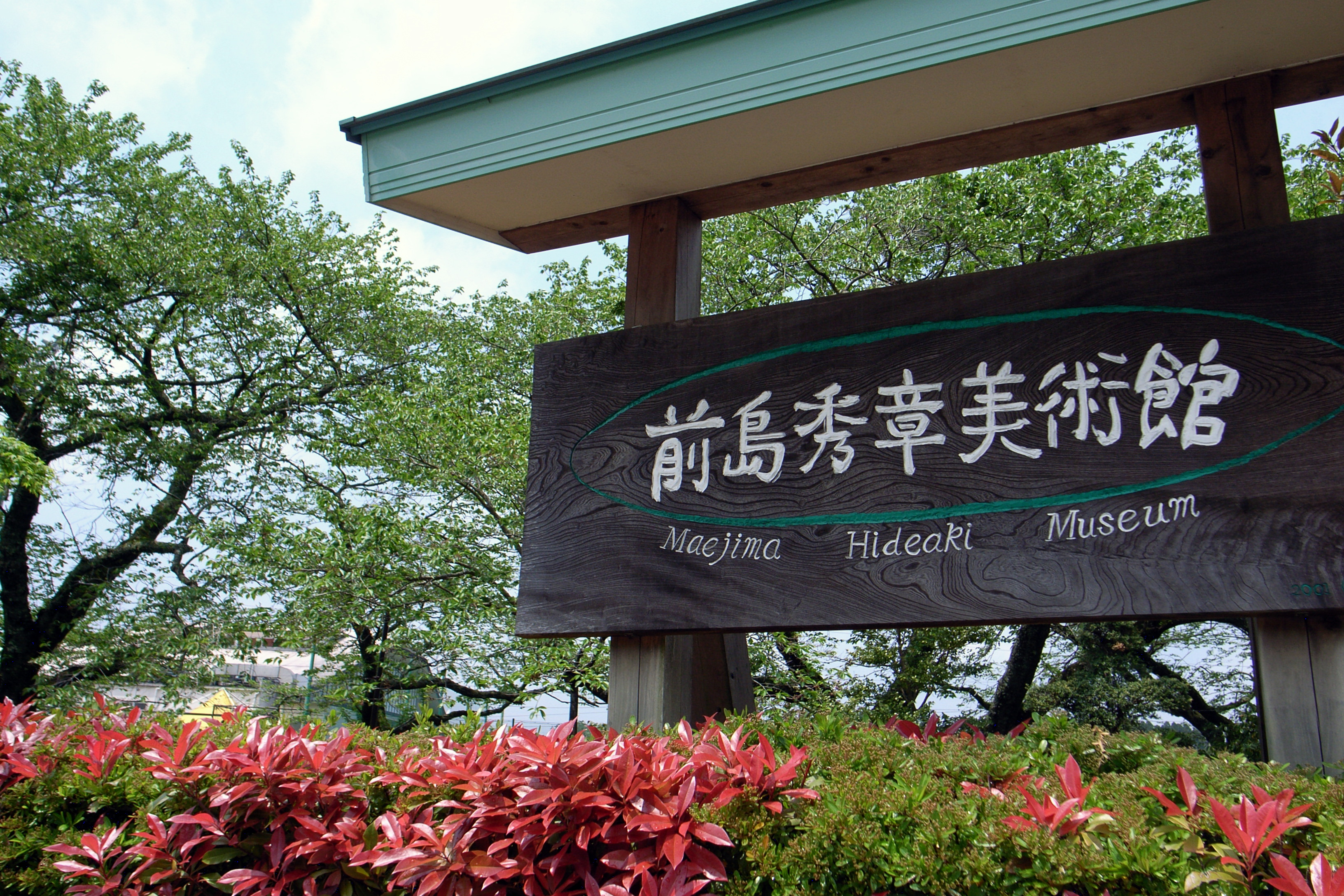
前島秀章美術館（2007年）

1991年（52歳）、丸伸ビル（静岡県）ブロンズモニュメント制作。1993年（54歳）、静岡市に工房を完成。パリ・ボルドーにて個展を開催。1994年（55歳）、太極拳の大家、楊名時から「笑い」が人間の精神と肉体に及ぼす影響についての教示を受け、「笑いの美学」に深く傾倒する。1995年（56歳）、阪神・淡路大震災供養「拓也くんのお地蔵さま」石造制作。1998年（58歳）、静岡県御殿場市時之栖に前島秀章美術館開館（のち、「時之栖美術館」に改名）。館内彫刻「時之舟」完成。1999年（59歳）、「八幡さまの大欅」完成。2000年（61歳）、ダライ・ラマ14世静岡講演歓迎委員長。「森の詩人（うたびと）館」館内彫刻完成。10月、「木彫40年 前島秀章 浮月楼展」。供養モニュメント像「いのちの樹」 制作。「2000年 静清信用金庫カレンダー」に作品が掲載。
2001年（62歳）、「ココロの形 カタチの心展」（新潟県立近代美術館）招待出品。2002年（63歳）、鳳林寺 彌勒菩薩像制作、開眼供養。2003年（64歳）、「前島秀章美術館 開館5周年記念 特別展」。ＪＲ静岡駅北口 ホテルアソシア玄関にブロンズ像『Associa あいちゃん』が完成（オリジナルモデルは木彫）。「ナーシングホームあしたば（静岡市駿河区）新館壁面レリーフ」制作。2004年（65歳）、「亀山画廊15周年記念展」出品。臨済宗青年僧の会発行「木のいのち」カレンダーに作品が掲載。摩訶達磨大師像を敬刻。2005年（66歳）、釈迦生誕会「菩提樹院 花まつり」（静岡市葵区沓谷）に特別出品。「ナーシングホームあしたば石像弥勒菩薩墓碑」を制作。8月10日開眼供養。「こころ豊かに、たくましくの樹」制作。2006年（67歳）、歌会始御題「笑み」によせて、伊勢神宮美術館特別展（三重県伊勢市）招待出品。レリーフ「笑み」を制作。2008年（69歳）、浮世絵と伊万里やき陶画の関係について研究をつづけ、江戸時代の浮世絵師葛飾北斎（1760～1849）作の絵手本「北斎漫画」や「富嶽百景」などが19世紀の古伊万里に与えた影響を発見し、その実証が注目を集める。2009年（70歳）、「亀山画廊 開廊20周年記念展」出品。2010年（71歳）、静岡駅前、葵タワーモニュメント「太陽賛歌」制作。静清信用金庫 創立90周年記念キャラクター「きまる君」制作。
2011年（72歳）、静清信用金庫 創立90周年を記念した大作「樹神像」制作。2012年（73歳）、「2012年 静清信用金庫カレンダー」に作品が掲載。聖母子像「慈」制作。2013年（74歳）、日本武尊像「草薙の剣」制作。「木花開耶姫」像制作。2014年（75歳）、「白隠 富士を仰ぐ」制作。「羽衣」像制作。「作家活動55周年記念 前島秀章展 ～生を謳う、年輪の形象～ 神話彷徨」開催。2016年（77歳）、樹誕」制作。2018年（79歳）、「時空を超えた木彫芸術 前島秀章展」開催（日本橋三越本店）。「第2回 時空を超えた木彫芸術　前島秀章 柿田川展」開催。2020年（81歳）、彫刻家 前島秀章・久代夫妻寄贈の人形コレクション「人形の美 語りかける ひとがた」展開催。
2021年（82歳）、「作家活動60周年記念 時空を超えた木彫芸術 前島秀章展」開催。2022年、「卬高」完成。

## 著書
- 『楽しい絵文様の伊万里やき : 彫刻家前島秀章コレクション』 前島秀章, 小木一良 著 創樹社美術 2008.1
- 『木の精たち : 前島秀章作品集』	前島秀章 著 京都書院 1996.6
- 『Hideaki Maejima exposition bois sculpté』[5] 横浜高島屋 1993
- 『木彫創作面のすすめ : 木にいのちを彫る』 前島秀章 著 日貿出版社 1992.6
- 『前島秀章彫刻展 : 木彫30年』[6] 松坂屋静岡店 1989.12
- 『前島秀章作品集』 前島秀章 著	前島秀章 1983.3

## 参考資料
- 彫刻家 前島秀章プロフィール